# Resolutie 536 Veiligheidsraad Verenigde Naties
Resolutie 536 van de Veiligheidsraad van de Verenigde Naties werd met dertien stemmen voor en twee onthoudingen (Polen en de Sovjet-Unie) aangenomen op 18 juli 1983. De resolutie verlengde de UNIFIL-vredesmacht in Libanon met drie maanden.

## Achtergrond
Na de Israëlische inval in Zuid-Libanon eind jaren zeventig, stationeerden de Verenigde Naties de tijdelijk VN-macht UNIFIL in de streek. Die moest er de vrede handhaven totdat de Libanese overheid haar gezag opnieuw kon doen gelden. In 1982 viel Israël Libanon opnieuw binnen voor een oorlog met de Palestijnse PLO.

## Inhoud
De Veiligheidsraad:
- Heeft de verklaring van de Minister van Buitenlandse Zaken van Libanon gehoord.
- Herinnert aan de resoluties 425 en 426.
- Herinnert verder aan de resoluties 508, 509 en 520.
- Herhaalt zijn steun aan de territoriale integriteit, soevereiniteit en onafhankelijkheid van Libanon.
- Nam akte van de brief van Libanon aan de voorzitter van de Veiligheidsraad.
- Heeft het rapport van secretaris-generaal Javier Pérez de Cuéllar bestudeerd.
- Antwoord op de vraag van Libanon.

1. Besluit het mandaat van de interim-VN-macht in Libanon te verlengen met een periode van drie maanden, tot 19 oktober 1983.
2. Roept alle betrokkenen op om mee te werken met de macht, zodat deze haar mandaat kan uitvoeren zoals vastgelegd in de resoluties 425 en 426.
3. Vraagt de secretaris-generaal om te rapporteren over de gemaakte vooruitgang.

## Verwante resoluties
- Resolutie 529 Veiligheidsraad Verenigde Naties
- Resolutie 531 Veiligheidsraad Verenigde Naties
- Resolutie 538 Veiligheidsraad Verenigde Naties
- Resolutie 542 Veiligheidsraad Verenigde Naties

Lijst ·  529 ·  530 ·  531 ·  532 ·  533 ·  534 ·  535 ·  536 ·  537 ·  538 ·  539 ·  540 ·  541 ·  542 ·  543 ·  544 ·  545